# ユンカー

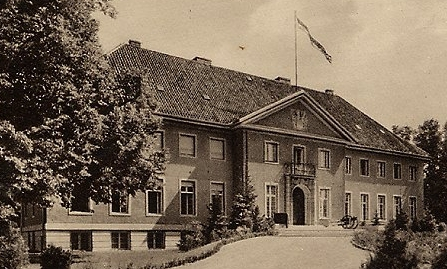
ユンカーであるパウル・フォン・ヒンデンブルクの一族が暮らしていた東プロイセンのノイデック (Neudeck) の屋敷。

ユンカー（ドイツ語: Junker）は、エルベ川以東の東部ドイツの地主貴族を指す言葉である。

## 概要
エルベ川以東に領地を持つ中世の騎士たちが直接に農地経営に乗り出すようになったことに始まる。彼らは領地内に直営農地「騎士領」を所有して自身もそこで暮らすというグーツヘルシャフトと呼ばれる領地経営を行うようになった。また農民に賦役を課し、さらに領主裁判権・警察権を行使することで農民を強力に支配した。領主が地代取得者にすぎず、直接に農地経営しないグルントヘルシャフトと呼ばれる領地経営を行い、領主裁判権も持たない西部ドイツの貴族とは対照的な存在であり、農地が豊かな東部ドイツ特有の貴族であった。
18世紀以降にはプロイセン王国の貴族階級の中心になり、プロイセンの将校や官僚の地位を独占するようになった。19世紀初頭の農地改革で農奴制が廃止されたことで、もともと賦役労働（無賃金労働・農奴労働）を前提としていたグーツヘルシャフトは、賃金を支払う資本主義的な「ユンカー経営」に転換されていった。
この時の農地改革で土地売買が自由化されたことで、富裕な市民や農民が貴族から騎士領を買い取るケースも増えた。買い取った彼らがユンカーとなる場合もあった。
19世紀後半頃から経済的に苦しくなるユンカーが増え、保守化の傾向を強めた。帝政崩壊後のヴァイマル共和政およびナチス政権時代には、ユンカーは旧時代の残滓として冷遇されるようになっていったが、農地改革や軍の機構改革は行われなかったため、その影響力は残った。第二次世界大戦後、東部ドイツを占領したソビエト連邦が徹底的な農地改革を行った結果、ユンカーも完全に解体された。

## 語源
もともとは「貴族の若旦那」という意味だったが、やがて貴族の性格、特に貴族の傲岸不遜な態度を批判的に表す言葉として使われることが多くなった。1840年以降頃からエルベ川以東の地主の特色を指す言葉となっていった。

## 歴史

### 東方領主の騎士たち
12世紀から13世紀にかけてエルベ川以東へのドイツ農民の東方植民が盛んになった。その農業は当初西部ドイツのグルントヘルシャフトと変わらぬ方法で運営され、農民には大きな自由があり、土地移動や職業変更も認められていた。農民は自己の土地に世襲の所有権を持ち、みずからの社会の内部から村長を出してその裁判権に服していた。農民に課せられた義務は領主に地代、君主であるブランデンブルク辺境伯に税金と年に数日程度の賦役を提供することだけであった。
領主は辺境伯の御料地である場合を除けば辺境伯に領地を与えられた下級貴族の騎士であることが多かった。騎士は領地を頂戴する代わりに辺境伯に戦時奉仕義務を負っていた。彼らがユンカーの先祖である。
14世紀から15世紀には相次ぐ戦争で君主が財政難に陥り、それによって力を落とした君主に代わって貴族が台頭した。ブランデンブルクでも領主が裁判権や賦役権を獲得し、領主たちが農民を直接支配するようになった。賦役も領主個人の私的目的のために濫用されることが多くなった。ペストの大流行で農民の数が減少し、領主も収入を得るのが難しくなり、農民が都市に出ないよう土地に縛りつけることも多くなった。こうして15世紀からエルベ川以東では貴族権力の強化と農民の地位の低下が見られるようになり、16世紀以降にはその傾向が一気に加速した。

### ユンカーの誕生
16世紀には海洋国オランダとイングランドを中心に都市が栄え、都市で穀物の需要が増加した。その供給地たる東ヨーロッパにとっては利益をあげるチャンスだった。プロイセン貴族たちもこの波に乗るべく自ら農業経営に乗り出していった。
また軍事の有り様が、騎士の戦時奉仕から傭兵から成る常備軍へと移行したことで貴族たちが騎士としての役割から解放されて農業経営に専念できるようになったこともそれを後押ししていた。
こうしてエルベ川以東に領地を持つ貴族たちは近代的な農業経営者たる「ユンカー」に変貌していった。彼らの直営農業地をグーツヘルシャフトと呼ぶ。

### グーツヘルシャフトの完成
中央の国王が絶対的権力を握る17世紀の絶対王政の時代にもユンカーはグーツヘルシャフトにおける権力を維持した。絶対主義の時代にユンカーのグーツヘルシャフト体制は完成をみた。ユンカーは都市に頼らずに外国の商人と自由に取引するようになり、ますます大規模農業生産を行うようになっていた。ユンカーは三十年戦争で荒廃した土地や農民の土地を次々と併合して直営地を増やしていった。
ユンカーの農民支配も一層強化され、農民の農地所有権はわずかな自由農民をのぞけばユンカーの意思で簡単に取り上げられてしまうようになった。また農民はユンカーの許可なく結婚や移住、職業変更を許されず、農民への賦役もどんどん増やされ、週2日から5日の労働を課せられるのが一般的になった。また農民は子供を3年程度ユンカーに奉公人として提供することを義務付けられるようになった。さらにユンカーは国とは別に領主裁判権や領主警察権を有しており、農民たちにとってはユンカーが第一審であった。またユンカーは領内の教会に対して保護・後見権を有していたが、当時の教会は学校を掌握していたのでユンカーが教育を通じて農民を精神的にも支配した。ユンカーは領内に国王など上からの権力が介入してくることを極力避けようとしたため、農民にとってユンカーは唯一の支配者となっていった。
ユンカーたちは郡（クライス）という単位でまとまっていた。郡にはユンカーのみで構成される郡議会が存在し、郡議会から選出されたユンカーが国王から任命されて郡長を務めた。郡長は国王とユンカーたちの利害の調整者であった。

### 将校と官僚を占める
18世紀の絶対王政時代にプロイセンではユンカーが軍の将校・行政府の官僚を占めるようになった（特に将校）。フリードリヒ・ヴィルヘルム1世の政策の結果であったが、ユンカーにとっても次男三男坊の就職先として便利であった。1806年時点でプロイセン将校の数は7000人から8000人だが、そのうち平民は700人未満であり、他はユンカーをはじめとする貴族出身者だった。
軍隊は王権の支柱であり、これによりプロイセン国王とユンカーの間には後述する領地介入をめぐる対立関係だけでなく、一体化も進んでいった。

### グーツヘルシャフト弱体化
国王にとって農民は租税を支払い、兵役を提供する者たちであったから18世紀になると王権はグーツヘルシャフトの農民に経済的・社会的地位の改善を図ろうとしたが、ユンカーたちが猛反対したため挫折した。それでも1749年の農民追放禁止令（ユンカーが農民の農地を没収した場合にはユンカーの直営地にするのではなく別の農民をそこに置かねばならないという内容）は農民保護に効果をあげ、ユンカーによる農民追放に一定の歯止めがかけられた。
またプロイセンの軍事国家化によって農民の子供が次々と兵隊にとられたが、彼らは農村に帰っても身分的には兵士であり、軍事裁判権に属したため、ユンカーの領主裁判権は制限されざるを得なかった。
だが18世紀の間はグーツヘルシャフトの基本体制は維持され続けた。

### ユンカーと農村の近代化
19世紀初頭、プロイセンはナポレオン・ボナパルト率いるフランス軍に敗北し、エルベ川以西の領土を喪失した。
プロイセンは早急に近代化して生まれ変わる必要性に迫られ、改革が推し進められることになった。その一つが農民解放であり、これによりグーツヘルシャフトのあり方も大きく変わった。土地売買の自由、職業選択の自由、土地の分割と統合の自由、隷農制の廃止、農民の土地所有権の保護、また賦役の償却（領主に対して農地の一部や償却金などの補償を差し出すことで賦役を無くすことができる）などが認められた。
しかしこれはユンカーの力を低下させる物ではなく、ユンカーにとっても償却によって直営農地を更に拡大できたので悪い話ではなかった。またユンカーの領主裁判権や領主警察権はそのまま温存された。郡議会にユンカーだけでなく農民代表も出席できるようにするという改革も計画されたが、これはユンカーの猛反対によって挫折している。
ユンカーは直営農地（騎士領）を更に拡大しつつ、隷農の賦役による農業経営から、賃金が支払われる農業労働者を用いた農業経営へと転換させていき、農業の資本主義化・合理化を図っていった。一方で土地売買自由化によって裕福な市民や農民がユンカーから騎士領を買い取るケースも増えた。1850年の時点で1万2339の騎士領のうち貴族（ユンカー）所有は57%程度になっていた。
1848年革命の際にユンカーの領主裁判権が廃止され、ついでドイツ統一後の1872年に領主警察権が廃止された。ユンカーはドイツ統一には消極的だった。だが統一の中心人物だったプロイセン宰相オットー・フォン・ビスマルクはユンカーの出身だった。ドイツ帝国の樹立後、ユンカーは軍や中央官庁の中で一層影響力を拡大させた。
19世紀末頃から穀物価格の下落と急速な工業化に伴ってユンカーは経済的に苦しくなったが、それが彼らを一層保守的にした。

### 解体とその後
第一次世界大戦後の共和政時代（ヴァイマル共和政、ナチス政権期）、ユンカーは旧態依然の存在を見なされ、冷遇される向きもあったが、抜本的な農地改革や軍の機構改革は行われなかったため、影響力を残した。軍の中枢部も国防軍に改組されてからも独占し続け、アドルフ・ヒトラーによる独裁体制を支える一助となった。しかし第二次世界大戦後にドイツ東部が赤軍に占領されたことで徹底的な農地改革が行われ、ユンカーも完全に解体されるに至った。それに伴い、ユンカーの邸宅の多くが接収のうえ破壊された。
国外へ亡命を余儀なくされた元ユンカーたちは1990年のドイツ再統一に伴って帰国し、一部はソ連に奪われた元領地の回復を試みた。しかしドイツの司法当局はドイツ最終規定条約を根拠とし、ソ連による農地解放を支持する形で元ユンカーたちの訴えを却下し、2006年9月にエルンスト・アウグスト・フォン・ハノーファーが敗訴したのを最後に訴訟の動きはやんだ。その後も名誉回復の請願が行われたが、2008年にドイツ連邦議会により却下されている。しかし、一部の元ユンカーは元領地を買い戻したり、残された邸宅を現在の所有者から借りるといった形で元領地に復帰している。

## 著名なユンカー

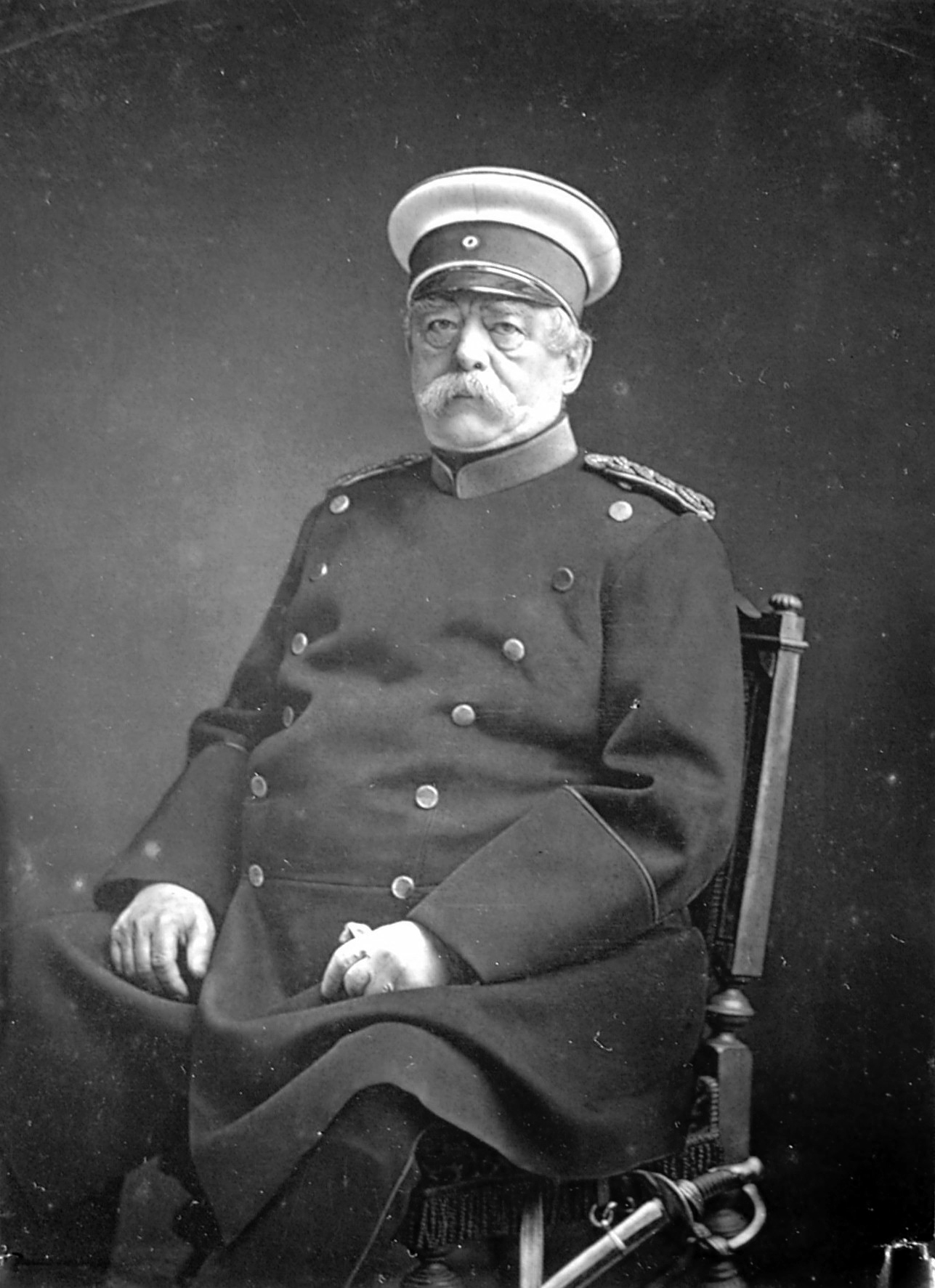
ドイツ統一を主導した「鉄血宰相」オットー・フォン・ビスマルク

- オットー・フォン・ビスマルク（プロイセン王国宰相、ドイツ帝国宰相）
- アルブレヒト・フォン・ローン（プロイセン王国陸相、宰相）
- パウル・フォン・ヒンデンブルク（第一次世界大戦期のドイツ参謀総長。ヴァイマル共和政期のドイツ大統領）
- ゲルト・フォン・ルントシュテット（第二次世界大戦期のドイツ陸軍元帥）
- ヴェルナー・フォン・ブラウン（宇宙工学者）